# Daniel Fitter
Daniel Fitter, né le 19 juin 1996 à Nambour, est un coureur cycliste australien. Il participe à des compétitions sur route et sur piste.

## Palmarès sur route

### Palmarès par année
- 2012
  -  Champion d'Australie du contre-la-montre cadets
- 2013
  -  Champion d'Australie du critérium juniors
  - 2e du championnat d'Australie sur route juniors
  - 2e du championnat d'Australie du contre-la-montre juniors
- 2014
  -  Médaillé d'argent du championnat d'Océanie du contre-la-montre juniors
  - 2e du championnat d'Australie sur route juniors
  - 3e du championnat d'Australie du critérium juniors
- 2015
  - 5e étape du Tour de Toowoomba
  - 3e étape du Tour de Tasmanie
  -  Médaillé d'argent du championnat d'Océanie du contre-la-montre espoirs
- 2016
  - 3e du championnat d'Australie du critérium espoirs

### Classements mondiaux
| Année            | 2015 | 2016 | 2017 |
| ---------------- | ---- | ---- | ---- |
| UCI Oceania Tour | 24e  |      | 80e  |

## Palmarès sur piste

### Championnats du monde juniors
- Séoul 2014
  -  Champion du monde de poursuite par équipes juniors (avec Alexander Porter, Sam Welsford et Callum Scotson)
  -  Médaillé de bronze de la course aux points

### Coupe du monde
- 2015-2016
  - 3e de la poursuite par équipes à Cali

### Championnats d'Océanie
- 2014
  -  Champion d'Océanie de poursuite
  -  Champion d'Océanie de poursuite par équipes (avec Tirian McManus, Callum Scotson et Sam Welsford)
  -  Médaillé de bronze de la course aux points

### Championnats nationaux
- 2014
  -  Champion d'Australie de poursuite juniors
- 2015
  - 3e du championnat d'Australie de poursuite
- 2018
  - 3e du championnat d'Australie de poursuite par équipes